# 부기 (춤)

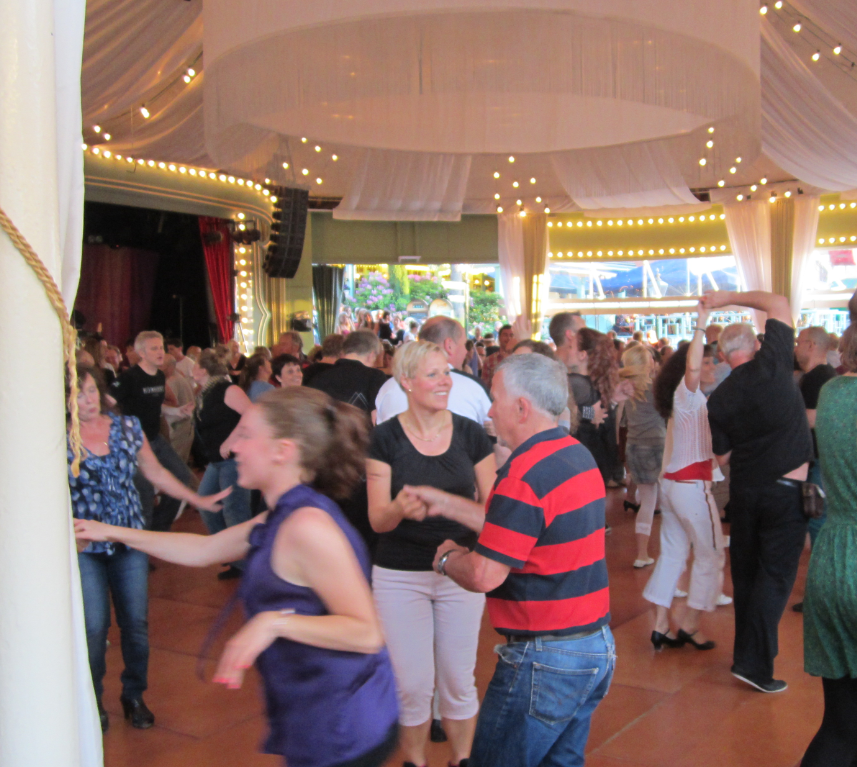
부기의 예

부기(스웨덴어: Bugg)는 스웨덴에서 시작된 사교춤의 일종이다. 댄스스포츠의 세부 종목 중 하나이다.

## 같이 보기
- 댄스스포츠
- 세계 로큰롤 연맹
- 두벨부기